# Britomart (Schiff, 1820)
HMS Britomart war eine britische 10-Kanonen-Brigg (ten-gun brig oder brig sloop) der Cherokee-Klasse. Das Schiff wurde im Kampf gegen den Sklavenhandel und als Forschungsschiff eingesetzt. Es wurde am 13. April 1843 in Singapur verkauft und diente fortan als Pilgerschiff nach Mekka. Eine Landspitze bei Auckland in Neuseeland wurde nach dem Schiff Point Britomart genannt.

## Kampf gegen den atlantischen Sklavenhandel
Am 17. Oktober 1835 gelang es Lieutenant William Henry Quin, den spanischen Schoner Conde de los Andes bei Fernando Póo mit 282 Sklaven an Bord zu entern und den Kapitän Bartolomé Pedemonté festzunehmen. Einen Monat später brachte er die Thereza, die unter portugiesischer Flagge segelte, auf. Ihr Kapitän Silveiro Joze Pereira Coutto hatte in Lagos 214 Sklaven an Bord genommen. 1836 fielen der Britomart die spanischen Sklavenschiffe Mosca, Dos Hermanos (alias Numero Dos) und General Mina in die Hände.

## Kommandanten
- Commander Octavius Henry Cyril Vernon Harcourt, 5. Juni 1824 – 20. Mai 1825[3]
- Captain Augustus James Champion de Crespigny, 1825
- Commander Frederick Chamier, 9. August 1826 – Herbst 1827[4]
- Captain Russell Henry Manners, 25. August 1828 – 26. Oktober 1830
- Commander Edward John Johnson, 1829
- Commander Lord Edward Russell, 22. November 1830 – 10. Januar 1831
- Lieutenant William Henry Quin, 1834
- Lieutenant Commander Owen Stanley, 21. Dezember 1837 – 26. März 1839
- Commander Owen Stanley, 26. März 1839 – 7. August 1841
- Captain Owen Stanley, 7. August 1841 – 13. April 1843

## Prominente Crewmitglieder
- Commander Henry Dundas Trotter, 20. Februar 1826 – 22. Juli 1830
- Midshipman Thomas Abel Brimage Spratt, Anfang 1832 – 22. Juni 1832